# 单花小檗
单花小檗（学名：Berberis candidula）是小檗科小檗属的植物，为中国的特有植物。分布于中国大陆的四川、湖北等地，生长于海拔1,200米至3,000米的地区，多生于山地路旁以及灌丛中，目前尚未由人工引种栽培。